# Giochi olimpici estivi silenziosi del 2017
I Giochi olimpici estivi silenziosi del 2017 sono la ventitreesima edizione del Deaflympics, che è organizzata in Turchia a Samsun.

## Partecipanti
| - Turchia - Afghanistan - Algeria - Argentina - Armenia - Australia - Austria - Azerbaigian - Belgio - Bielorussia - Brasile - Bulgaria - Camerun - Canada - Cile - Cina | - Taipei cinese - Cipro - Colombia - Costa d'Avorio - Corea del Sud - Croazia - Cuba - Danimarca - Ecuador - Egitto - Estonia - Finlandia - Francia - Georgia - Germania - Ghana | - Giappone - Gran Bretagna - Grecia - Guatemala - Hong Kong - India - Indonesia - Iran - Iraq - Irlanda - Israele - Italia - Kazakistan - Kenya - Kirghizistan - Lettonia |

## Discipline
| - Karate - Atletica leggera - Pallacanestro - Nuoto - Tennis - Taekwondo - Badminton | - Ping pong - Judo - Tiro a segno - Calcio - Pallavolo - Bowling - Ciclismo |

## Medagliere
| Position | Nation        | G  | S  | B  | Total |
| -------- | ------------- | -- | -- | -- | ----- |
| 21       | Italia        | 1  | 3  | 8  | 12    |
| 44       | Spagna        | 0  | 0  | 1  | 1     |
| 3        | Corea del Sud | 18 | 20 | 14 | 52    |
| 4        | Turchia       | 17 | 7  | 22 | 46    |
| 5        | Cina          | 14 | 9  | 11 | 34    |
| 6        | Giappone      | 6  | 9  | 12 | 27    |
| 7        | Iran          | 5  | 9  | 20 | 34    |
| 8        | Venezuela     | 5  | 5  | 8  | 18    |
| 9        | Kenya         | 5  | 5  | 6  | 16    |
| 10       | Stati Uniti   | 5  | 3  | 8  | 16    |